# Casearia quinduensis
Casearia quinduensis är en videväxtart som beskrevs av Louis René Tulasne. Casearia quinduensis ingår i släktet Casearia och familjen videväxter. Inga underarter finns listade i Catalogue of Life.